# Мезоамериканский языковой союз
Мезоамериканский языковой союз, англ. Mesoamerican Linguistic Area (букв. Месоамериканская языковая область) — языковой союз, в который входят многие индейские языки Мезоамерики. Целый ряд не родственных между собой языков Мезоамерики, относящихся к таким семьям, как юто-астекская, майяская, тотонакская, ото-мангская и михе-сокская, а также ряд изолятов и неклассифицированных языков данного региона, приобрели общие синтаксические, лексические и фонологические черты, а также другие этнолингвистические характеристики в результате взаимодействия в течение нескольких тысяч лет.

## История изучения языков мезоамериканского ареала
Сходство, обнаруженное между многими языками Мезоамерики уже в 1959 году, заставило Хуана Хаслера (Juan Hasler) выдвинуть гипотезу о местном языковом союзе. Гипотеза, однако, была окончательно сформулирована лишь в 1986 г., когда Лайл Кэмпбелл, Терренс Кауфман и Томас Смит-Старк провели строгий лингвистический анализ, показавший, что сходства между рядом языков были не случайными, что позволило сделать вывод о том, что данное сходство было скорее приобретено, чем унаследовано (стандартный критерий определения языкового союза). В своей работе 1986 года «Meso-America as a Linguistic Area» указанные авторы исследовали ряд предполагаемых ареальных характеристик, из которых они большинство отвергли как неосновательные. Несмотря на это, пять характеристик оказались широко представленными среди языков Мезоамерики и нехарактерными для языков за пределами мезоамериканского региона. Затем указанные авторы сравнили данные характеристики с характеристиками других языковых союзов — восточноазиатского и балканского — пришли к выводу, что мезоамериканский языковой союз можно считать вполне надёжным классификационным таксоном (Campbell, Kaufman & Smith-Stark. 1986 p. 556).
Кроме того, по их мнению, часть отвергнутых общих характеристик также можно принимать к рассмотрению, но уже как второстепенные.

## Характерные черты языков мезоамериканского союза
Кэмпбелл, Кауфман и Смит-Старк выделяют следующие общие черты мезоамериканского лингвистического союза.

### Именные посессивные конструкции
Во многих мезоамериканских языках используется одна и та же своеобразная номинальная посессивная конструкция, которая выглядит чаще всего как «его/её имя1 имя2» и переводится как «имя1 имени2» (имя 1 — обладаемое, имя2 — обладатель).
Например, в языке киче (семьи языков майя) u-tzi' le achih «собака мужчины» в буквальном переводе означает «его-собака мужчина». Аналогичная конструкция в языке науатль выглядит i:-itzkwin in tla: katl.

### Существительные в роли предлогов
Ещё одной общей чертой мезоамериканских языков является наличие существительных в роли предлогов. Данные существительные (подобно тому, как это происходит в персидском языке) не являются по смыслу собственно существительными, а передают в образной форме местоположение. К такому существительному присоединяются притяжательные энклитики.
Пример из языка пипиль (юто-астекская семья):
nu-wa: n «со мной» (nu = «мой»)
mu-wa: n «с тобой» (mu = «твой»)
i-wa: n «с ней» (i = «его/её»)
Пример из языка мам (майяские языки):
n-wits-a «на мне» (n = «мой»)
t-wits «на ней» (t = «его/её»).

### Инверсия в вопросительных фразах
В мезоамериканских языках глагол обычно предшествует подлежащему, однако в предложениях с вопросительным словом последнее обычно выносится на первое место или по крайней мере перед глаголом.

### Двадцатеричная система счисления
Не только во всех языках Мезоамерики, но и в некоторых языках за её пределами система счисления — двадцатеричная.

### Синтаксис: глагол не может быть в конце предложения, отсутствие маркера изменения фокуса
Ни в одном языке Мезоамерики не засвидетельствован такой порядок слов, в котором глагол занимает последнее место, даже несмотря на то, что в ряде пограничных с Мезоамерикой языков такой порядок имеется. Кроме того, для мезоамериканских языков нехарактерны маркеры изменения фокуса или подлежащего (en:switch reference), обычные для ряда североамериканских языков; по мнению Кэмпбелла, Кауфмана и Смит-Старка, это явление — побочный эффект того, что в мезоамериканских языках глагол занимает не последнее место в предложении.

### Семантические кальки
Во всей Мезоамерике распространены многочисленные идиоматические семантические кальки, характерные только для этого региона. Вот лишь самые характерные примеры:
- нога-голова = «колено»
- олень-змея = «удав»
- камень-пепел = «песчаник»
- рука-шея = «запястье»
- птица-камень = «яйцо»
- кровь-дорога = «вена»
- точить-камень = «коренной зуб»
- рот = «край»
- экскремент бога или экскремент солнца = «драгоценный металл»
- рука-мать = «большой палец»
- вода-гора = «город»

## Прочие особенности
Среди прочих особенностей мезоамериканских языков, которые не отметили Кэмпбелл, Кауфман и Смит-Старк, но которые достаточно характерны для данной языковой территории, отмечаются:
- инкорпорация существительных, обозначающих части тела, в глаголы.
- образование локативных понятий через существительные, обозначающие части тела.[3]
- существование «языков свиста» (то есть способов выражения определённых понятий путём тонального свиста)
- грамматическое различие отчуждаемой и неотчуждаемой, а также «прирождённой» собственности
- наличие классификаторов числительных
- грамматикализованные вежливые формы 2-го лица
- особый стиль ритуального языка.